# Pilotrichella perrobusta
Pilotrichella perrobusta är en bladmossart som beskrevs av Potier de la Varde 1950. Pilotrichella perrobusta ingår i släktet Pilotrichella och familjen Meteoriaceae. Inga underarter finns listade i Catalogue of Life.